# 阿德里安·奧祖
阿德里安·奧祖（Adrien Auzout、1622年1月28日—1691年5月23日）是一位法國天文學家。

## 生平
阿德里安·奧祖出生於法國魯昂，是魯昂宮廷一名書記官的長子。他的教育背景不詳，但可能就讀魯昂的耶穌會學院。
1640年代，阿德里安離開家鄉前往巴黎，在那裡他對天文學產生了興趣，並在學術界聲名鵲起。1664年至1665年，他觀測彗星，並主張彗星的軌道應為橢圓形或拋物線形（他的對手約翰·赫維留持反對態度）。1666年至1668年，阿德里安曾短暫擔任法國皇家科學院院士（他可能因爭議而離開），並成為巴黎天文台的創始成員之一。
1666年，阿德里安·奧祖被選為倫敦皇家學會院士。隨後，阿德里安·奧祖前往義大利，在那裡度過了接下來的20年，於1691年在羅馬去世。人們對他最後時期的活動知之甚少。
他為一位優秀的驗光師和望遠鏡製造者。據說他一生中大部分時間身體狀況不佳。